# Stanisław Pajewski
Stanisław Pajewski (ur. 15 lutego 1932 w Borowem) – polski działacz partyjny i państwowy, ekonomista, podsekretarz stanu w Ministerstwie Budownictwa i Przemysłu Materiałów Budowlanych (1982–1983).

## Życiorys
Syn Walentego i Marianny. Od 1946 do 1950 uczył się w gimnazjum ogólnokształcącym w Grójcu, w 1955 ukończył studia pierwszego stopnia na Wydziale Planowania Przemysłu Szkoły Głównej Planowania i Statystyki. Należał do Związku Młodzieży Polskiej (1949–1956) i Towarzystwa Przyjaźni Polsko-Radzieckiej, w 1956 wstąpił do Polskiej Zjednoczonej Partii Robotniczej.
Po studiach od 1955 do 1964 pracował w Przedsiębiorstwie Robót Inżynieryjnych „Hydrobudowa-8”, gdzie doszedł do fotela kierownika działu w Wydziale Inwestycji, Przygotowania Produkcji i Planowania. Następnie zatrudniony w Departamencie Planowania Ministerstwa Budownictwa i Przemysłu Materiałów Budowlanych jako naczelnik Wydziału Budownictwa i wicedyrektor departamentu, odpowiedzialny za bilansowanie robót oraz planów zbiorczych i organizacji. W 1976 został dyrektorem Zespołu Budownictwa i Przemysłu Materiałów Budowlanych Komisji Planowania przy Radzie Ministrów. Od czerwca 1982 do lutego 1983 pełnił funkcję podsekretarza stanu w Ministerstwie Budownictwa i Przemysłu Materiałów Budowlanych , następnie został szefem Zespołu Inwestycji i Budownictwa w Komisji Planowania przy Radzie Ministrów (do 1987).